# کارلوس خوزه سولورزانو
کارلوس خوزه سولورزانو (انگلیسی: Carlos José Solórzano؛ زاده ۱۷ ژانویهٔ ۱۸۶۰ – درگذشته ۳۰ اوت ۱۹۳۶) سیاست‌مدار اهل نیکاراگوئه بود. وی از ۱ ژانویه ۱۹۲۵ تا ۱۴ مارس ۱۹۲۶ رئیس‌جمهور این کشور بود.
کارلوس خوزه سولورزانو در ۳۰ اوت ۱۹۳۶، در سن ۷۶ سالگی درگذشت.